# 市道125号
市道125号（しどう125ごう）は、台中市大雅区から同市烏日区を結ぶ、全長14.494kmの台湾の県道である。

## 通過する自治体
- 台中市
  - 大雅区
  - 西屯区
  - 南屯区
  - 烏日区

## 接続する道路
- 台1乙線
- 台12線
- 県道136号
- 台1乙線

## 施設
- 中部サイエンスパーク
- 国立台中啓聡学校